# Entre las piernas
Entre las piernas (1999) es un largometraje español dirigido por Manuel Gómez Pereira. Se estrenó el 14 de enero de 1999 bajo una calificación de no recomendada para menores de 18 años. Tuvo un total de 923.196 espectadores entre todas las salas de cine españolas y francesas y recaudó 3.470.643,31 euros.

## Sinopsis
Miranda (Victoria Abril) y Félix (Carmelo Gómez) son una pareja casada con una exitosa vida profesional. Ella locutora de radio y él policía. Aunque no todo es lo que parece, ya que sufren una gran crisis relacionada con su vida sexual y para solucionarlo deciden acudir a una terapia para adictos al sexo.
Una vez allí, Miranda conoce a Javier (Javier Bardem), un guionista que está en terapia porque es adicto al sexo. Desde ese mismo instante surge una gran tensión sexual entre ellos que terminará consumándose en el asiento trasero de un coche y a partir de ahí descubrirán que todo había empezado mucho antes de la terapia sexual.

## Reparto
- Victoria Abril como Miranda.
- Javier Bardem como Javier.
- Carmelo Gómez como Félix.
- Juan Diego como Jareño.
- Sergi López como Claudio.
- Javier Albalá como Juancar.
- María Adánez como Juani.
- Carmen Balagué como Begoña.
- Manuel Manquiña como Manuel.
- Víctor Rueda como Azucena / Jacinto.
- Salvador Madrid como Inspector jefe.
- Roberto Álvarez como Anastasio.
- Dafne Fernández como Celia.
- Alberto San Juan como Rojas.[3]

## Banda sonora
| Bernardo Bonezzi, Orquesta Sinfónica de Praga y Mario Klemens. |
| -------------------------------------------------------------- |
| 01 - Entre Las Piernas (3:28)                                  |
| 02 - Sangre y Sexo (1:46)                                      |
| 03 - Primer encuentro (1:43)                                   |
| 04 - El Pasado de Azuzena (4:05)                               |
| 05 - EL Oído de Miranda (1:04)                                 |
| 06 - Adictos Al Sexo (5:20)                                    |
| 07 - Confidente (0:47)                                         |
| 08 - Tres Preguntas (2:09)                                     |
| 09 - La Noche y El Día (3:12)                                  |
| 10 - En El Parque (3:13)                                       |
| 11 - Sospechas (1:50)                                          |
| 12 - En La Productora (4:38)                                   |
| 13 - Desenlace (7:19)                                          |
| 14 - Final (3:42)                                              |

| Bernardo Bonezzi                 |
| -------------------------------- |
| 01 - All My Life (4:23)          |
| 02 - Let's Go Shop (3:54)        |
| 03 - The London Ladies (4:12)    |
| 04 - Kyoko Is Worried (4:36)     |
| 05 - A Few Stations Ahead (5:29) |
| 06 - Sweet Delight (6:13)        |
| 07 - Radio Nocturna (4:19)       |

## Calificaciones
- CALIFICACIÓN DEL TRÁILER: no recomendada para menores de 13 años (Resolución: 11 de diciembre de 1998).
- CALIFICACIÓN DEL VIDEO: no recomendada para menores de 18 años (Resolución: 7 de mayo de 2008)
- CALIFICACIÓN DE LA PELÍCULA: no recomendada para menores de 18 años (Resolución: 12 de enero de 1999).[5]

## Críticas
Según Ángel Fernández-Santos para el diario El País es una película con un guion hábil a la vez que tramposo, algo que resuelven los actores. Por otra parte para Fernando Méndez-Leite es una historia de sexo y crimen imprescindible según dijo para Fotogramas.

## Premios
Festival de Berlín: Sección de largometrajes (1999)